# Mickey Keating
Mickey Keating (ur. w 1990 lub 1991 r.) – amerykański reżyser i scenarzysta filmowy.

## Życiorys
Jego debiutancki projekt to Ultra Violence − trwający pięćdziesiąt cztery minuty thriller z 2011 roku. Keating asystował przy realizacji dwóch horrorów wytwórni Blumhouse Productions: Naznaczony: rozdział 2 (2013) i Projekt Lazarus (2015).

## Filmografia
- Ultra Violence (2011)
- Ritual (2013)
- Pod (2015)
- Darling (2015)
- Carnage Park (2016; telewizyjny tytuł polski Park makabry)
- Psychopaths (2017)
- Poza sezonem (2021)

## Nagrody i wyróżnienia
- 2016, Molins de Rei Horror Film Festival:
  - nominacja do Nagrody Jurorów w kategorii najlepszy film (za Darling)[4]
- 2017, iHorror Awards:
  - nominacja do nagrody iHorror w kategorii najlepszy reżyser (za Carnage Park)[4]